# پیروزی تایر
شرکت لاستیک پارس که با نام تجاری پیروزی تایر فعالیت می‌کند یک شرکت سهامی عام ایرانی سازنده تایرهای خودروهای سواری و سنگین است که در سال ۱۳۵۴ تأسیس شده‌است.
این شرکت که در شهرک صنعتی کاوه قرار دارد در ابتدا با مشارکت شرکت پیرلی ایتالیا و بانک توسعه صنعتی راه‌اندازی شده و هم‌اکنون به صورت سهامی عام فعالیت می‌کند.
شرکت مربوط در سال ۱۳۹۷ به بخش خصوصی واگذار شد و مالک فعلی آن شرکت سرمایه گذاری مهر پایدار پارس می باشد.